# Pacyficzna północno-zachodnia ośmiornica drzewna
Pacyficzna północno-zachodnia ośmiornica drzewna (łac. Octopus paxarbolis) – oszustwo internetowe stworzone w 1998 przez Lyle Zapato. Jest to fikcyjna ośmiornica mająca mieszkać na drzewach.
Później różni ludzie robili zdjęcia ośmiornicy drzewnej korzystając z fotomontażu w Photoshopie lub fotografując pluszowe zabawki na drzewach.
24 z 25 uczniów dało się nabrać na to, że ta ośmiornica naprawdę istnieje.